# 埼玉県道86号花園本庄線

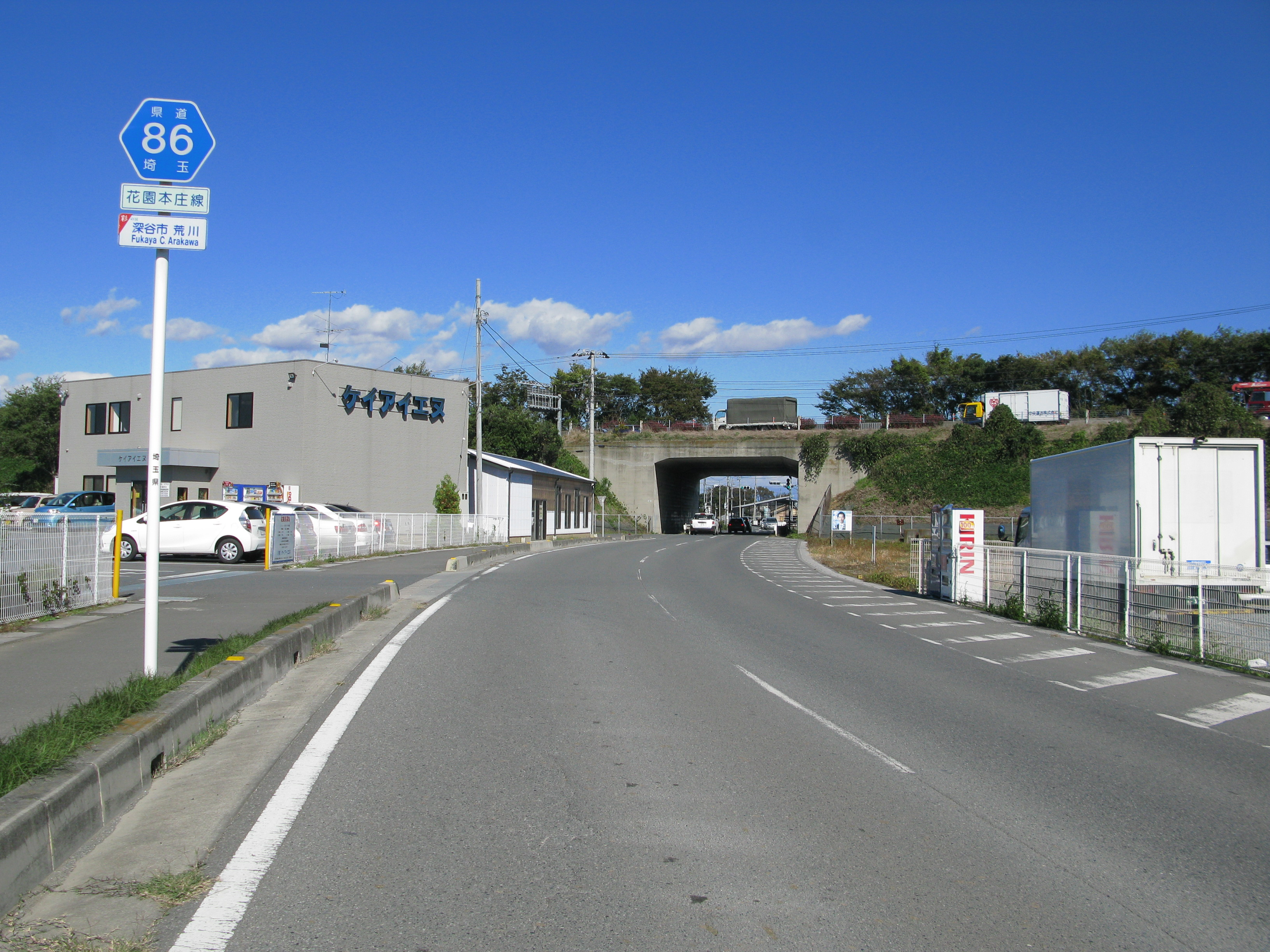
深谷市荒川地区（2012年11月）

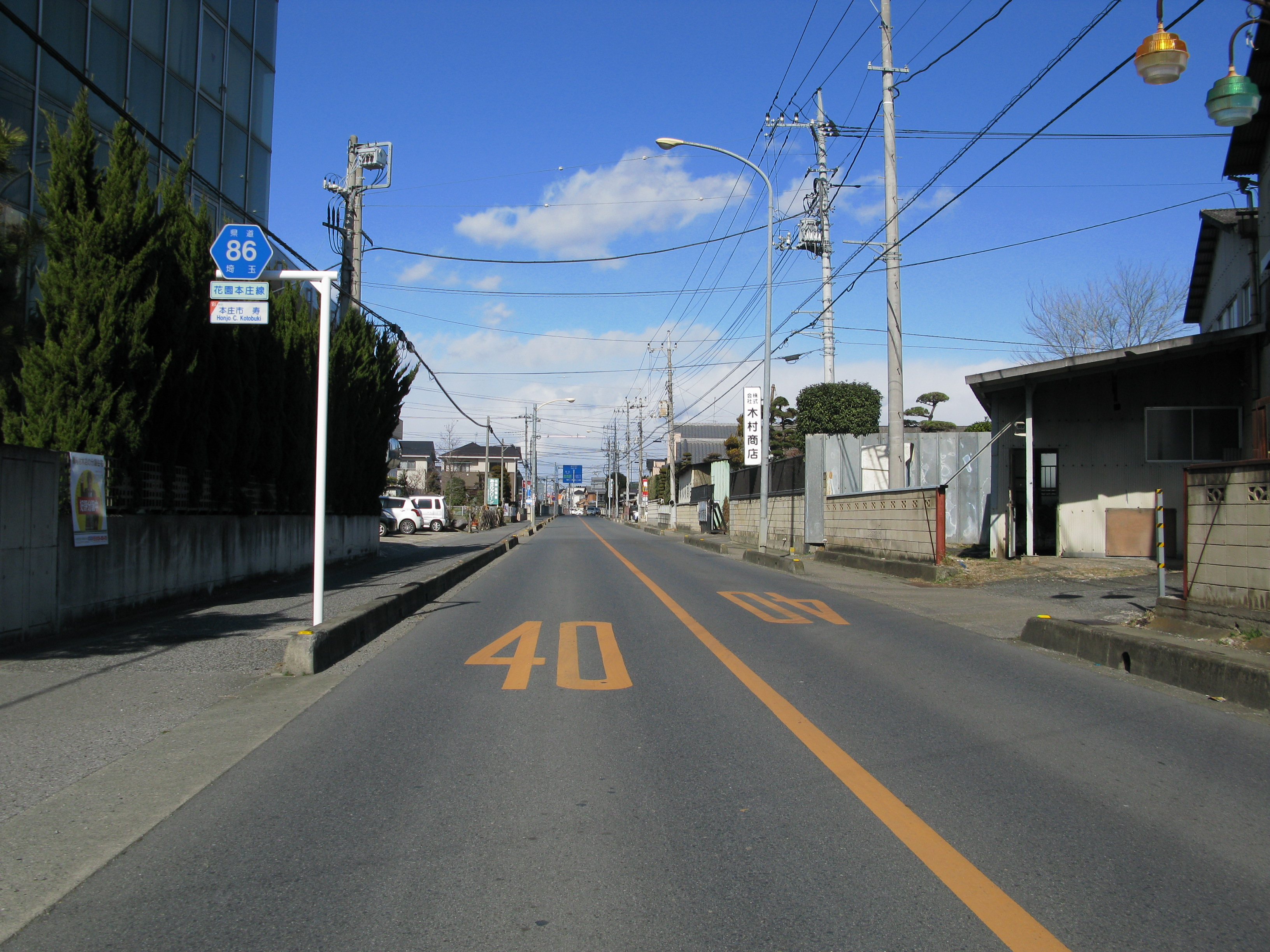
本庄市寿地区

埼玉県道86号花園本庄線（さいたまけんどう86ごう はなぞのほんじょうせん）は、埼玉県深谷市荒川地区から埼玉県本庄市に至る主要地方道である。

## 概要
起点は埼玉県深谷市の花園橋北交差点で国道140号バイパスと交差する。深谷市内では数多の県道と重複し、本庄市東台から埼玉県道31号本庄寄居線と重複して南下し、早稲田の社付近で重複区間が終わって4車線道路となる。上越新幹線と並走する形となり、国道462号と交差する本庄早稲田駅入口交差点で終点となる。

## 起点・終点
- 起点：埼玉県深谷市　（国道140号バイパス交点：花園橋北交差点）
- 終点：埼玉県本庄市　（国道462号交点：本庄早稲田駅入口交差点）

## 地理

### 通過する自治体
- 埼玉県深谷市 - 本庄市

### 交差・接続する主な道路
- 国道140号バイパス・埼玉県道296号菅谷寄居線「花園橋北交差点」（深谷市）
- 国道140号旧道・埼玉県道175号小前田児玉線「荒川交差点」（深谷市）
- 埼玉県道62号深谷寄居線（深谷市）
- 埼玉県道62号深谷寄居線「北大谷交差点」（深谷市）
- 埼玉県道265号寄居岡部深谷線（深谷市）
- 埼玉県道75号熊谷児玉線「駐在所前交差点」（深谷市）
- 埼玉県道75号熊谷児玉線（深谷市）
- 埼玉県道352号児玉町蛭川普済寺線（深谷市）
- 埼玉県道352号児玉町蛭川普済寺線「榛沢交差点」
- 埼玉県道23号藤岡本庄線（本庄市）
- 埼玉県道31号本庄寄居線「十間通歩道橋交差点」（本庄市）
- 埼玉県道31号本庄寄居線「名称なし交差点」（本庄市）
- 国道462号「本庄早稲田駅入口交差点」（本庄市）
- 関越自動車道本庄児玉インターチェンジ出口「本庄早稲田駅入口交差点」（本庄市）

### 重複する区間
- 埼玉県道62号深谷寄居線（深谷市武蔵野下郷 - 北大谷交差点、深谷市）
- 埼玉県道265号寄居岡部深谷線（深谷市本郷 - 名称なし交差点、深谷市）
- 埼玉県道75号熊谷児玉線（駐在所前交差点 - 名称なし交差点、深谷市）
- 埼玉県道352号児玉町蛭川普済寺線（名称なし交差点 - 榛沢交差点、深谷市）
- 埼玉県道31号本庄寄居線（十間通歩道橋交差点 - 名称なし交差点、本庄市）

### 周辺の主な施設
| 施設                                  | 所在地 |
| ------------------------------------- | ------ |
| ベイシア ふかや花園店                 | 深谷市 |
| ふかや緑の王国                        | 深谷市 |
| 藤田神社                              | 深谷市 |
| JAふかや 本郷プラザ                   | 深谷市 |
| 岡部チサンカントリークラブ 岡部コース | 深谷市 |
| 永楽寺                                | 深谷市 |
| 深谷市立榛沢小学校                    | 深谷市 |
| 新岡部変電所                          | 深谷市 |
| 本庄東高等学校・附属中学校            | 本庄市 |
| 本庄駅                                | 本庄市 |
| 本庄市立北泉小学校                    | 本庄市 |
| マリーゴールドの丘公園                | 本庄市 |
| カインズ 本庄早稲田店                 | 本庄市 |
| ベイシア 本庄早稲田ゲート店           | 本庄市 |
| 本庄早稲田駅                          | 本庄市 |